# Škola Fontainebleau

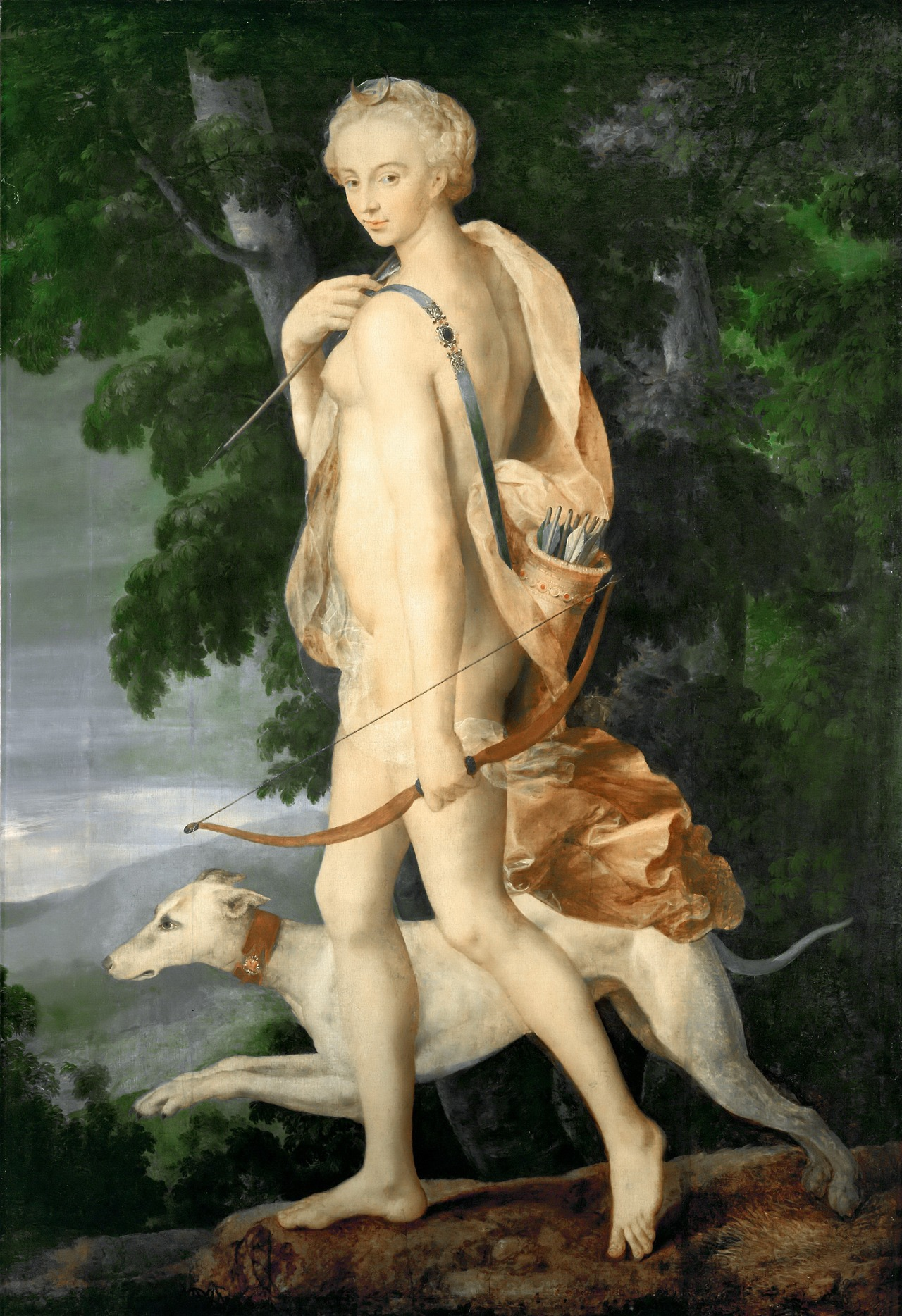
Diana na lovu - Fontainebleau škola (1550–60) (Louvre)

Škola Fontainebleau (kolem 1530 – kolem 1610) byl výtvarný směr, týkající se dvou období umělecké tvorby ve Francii během pozdní francouzské renesance, soustředěné na královský palác ve Fontainebleau, které byly rozhodující pro formování francouzské verze severního manýrismu.

## První období Fontainebleau školy (od roku 1531)
V roce 1531 byl florentský umělec Rosso Fiorentino, který v roce 1527 ztratil většinu svého majetku během Sacco di Roma, pozván králem Františkem I. do Francie. Rosso zahájil rozsáhlý dekorativní program pro zámek Fontainebleau. V roce 1532 se připojil další italský umělec Francesco Primaticcio z Bologny. Rosso zemřel ve Francii v roce 1540. Na radu Primaticcia byl v roce 1552 pozván do Francie Františkovým synem Jindřichem II. umělec Niccolò dell'Abbate z Modeny. I když byli pozváni hlavně na práci v zámku Fontainebleau, byli tito umělci zváni, aby vytvořili umělecká díla pro jiné šlechtické rodiny té doby a byli hodně váženi a dobře placeni.

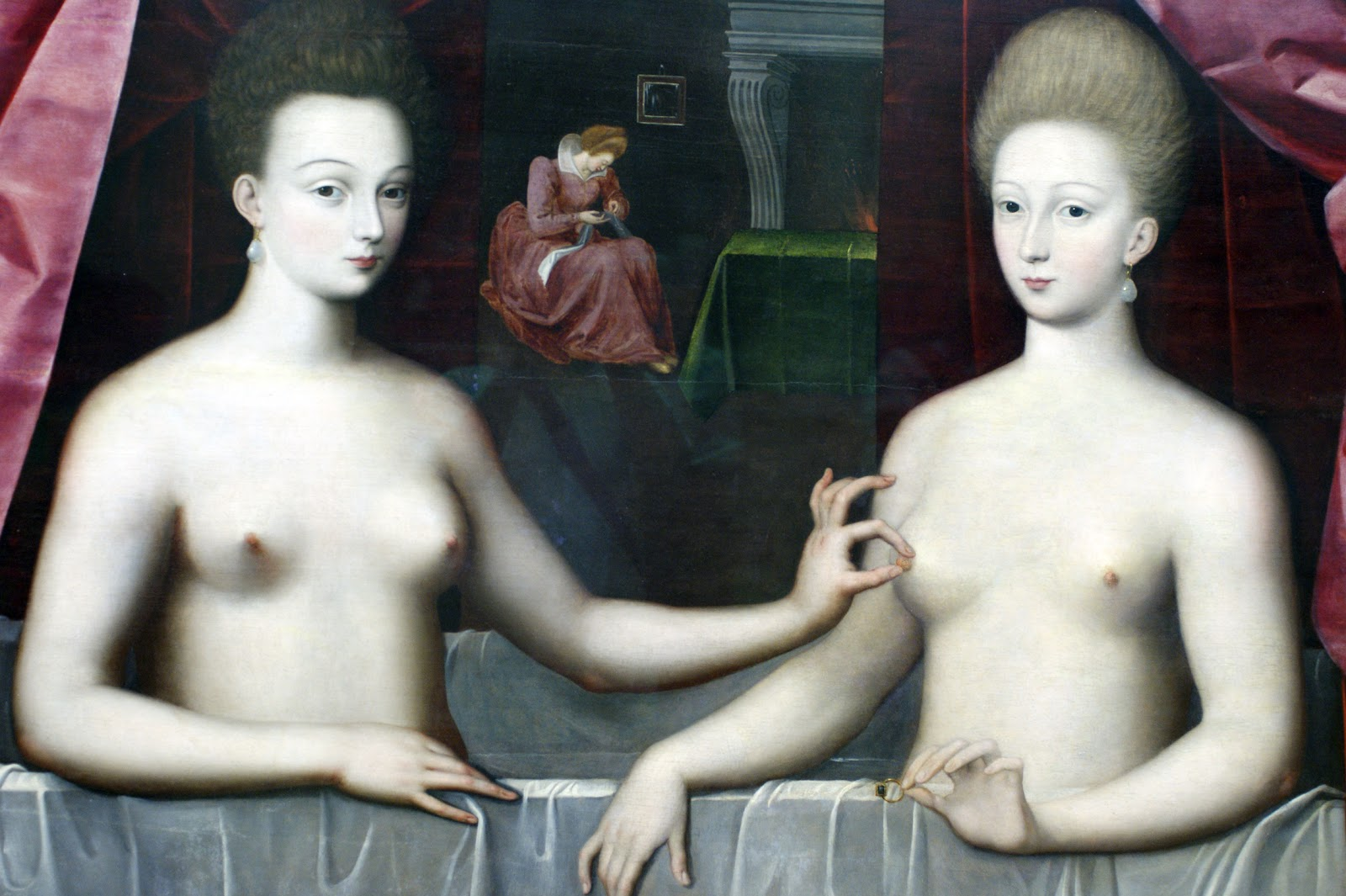
Portrét Gabrielle d'Estrées a vévodkyně Villars, kolem 1594

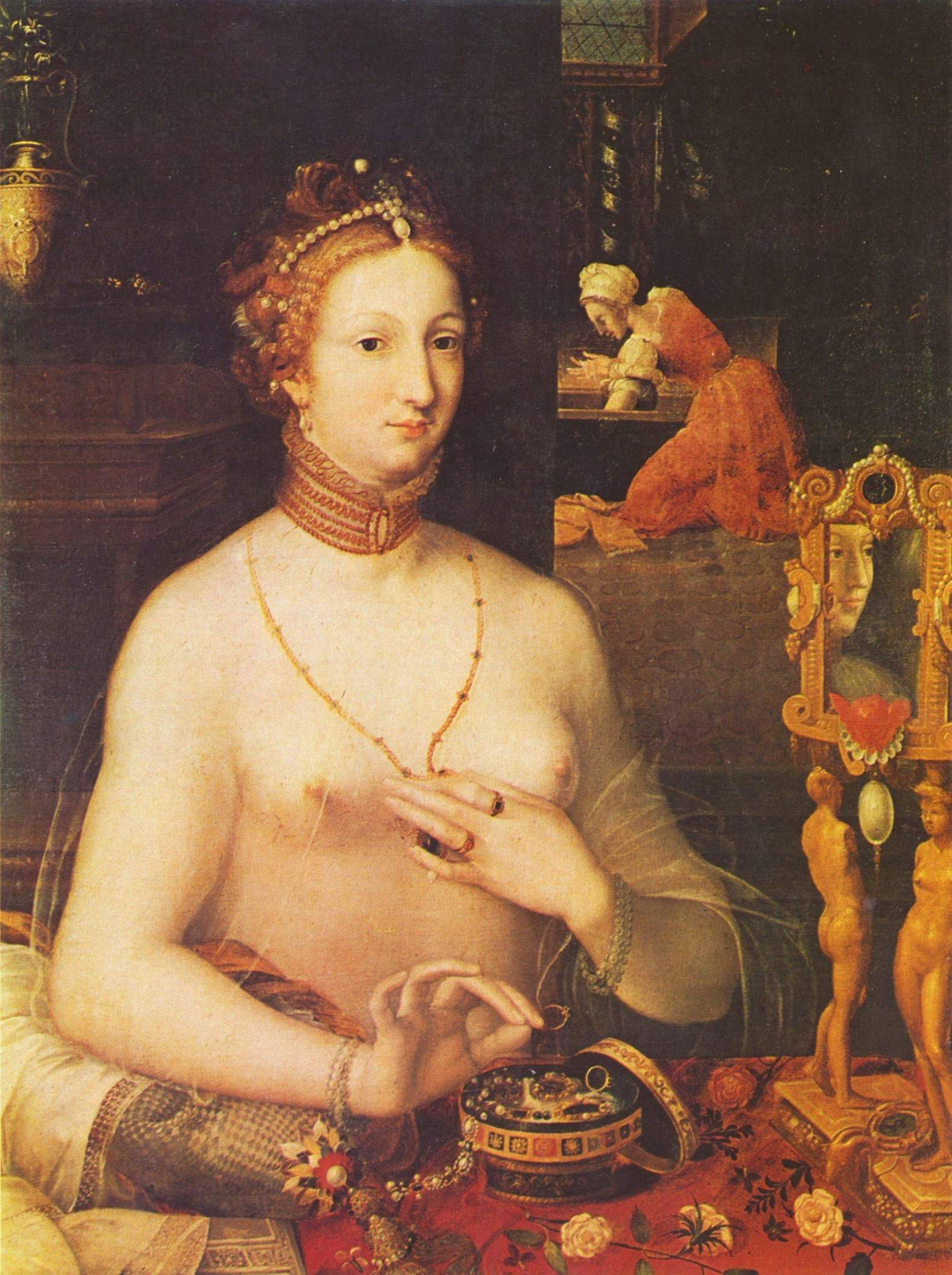
Dáma u toaletního stolku – (1585–1595) Musée des Beaux-Arts, Dijon

Práce této první školy Fontainebleau jsou charakterizovány rozsáhlým používáním štuku, obrazových rámů, fresek, s komplikovaným (a často tajemným) systémem alegorií a mytologické ikonografie. Renesanční dekorativní motivy jako grotesques (podivné, tajemné, nádherné, fantastické, ale i ohavné, škaredé, neslušné či nepříjemné), strapwork (stylizovaná dekorativní ozdoba), putti (nahé dítko podobné amorku, obvykle bez křídel). Tyto prvky jsou užívány běžně, stejně jako určitý stupeň erotiky. Postavy jsou elegantní a ukazují vliv technik italského manýrismu Michelangela, Raffaela, a zejména Parmigianina. Primaticcio byl také vyzván k vytvoření kopií antických soch, čímž se rozšířil vliv školy i na klasické sochy. Mnoho z prací Rossiho, Primaticcia a Niccolò dell'Abbate nepřežilo; části zámku byly upravovány v různých obdobích. Díla těchto umělců byla reprodukována jako tisky či lepty, které byly zřejmě původně vytvořeny v samotném Fontainebleau a později v Paříži. Tak se styl šířil z Francie i za hranice a zachovalo se tím i několik prací, které by jinak nepřežily. Manýristický styl školy Fontainebleau ovlivnil francouzské umělce jako byl malíř Jean Cousin starší, sochaře Jeana Goujona a Germaina Pilona a v menší míře portrétistu Françoise Cloueta, syna Jeana Cloueta.

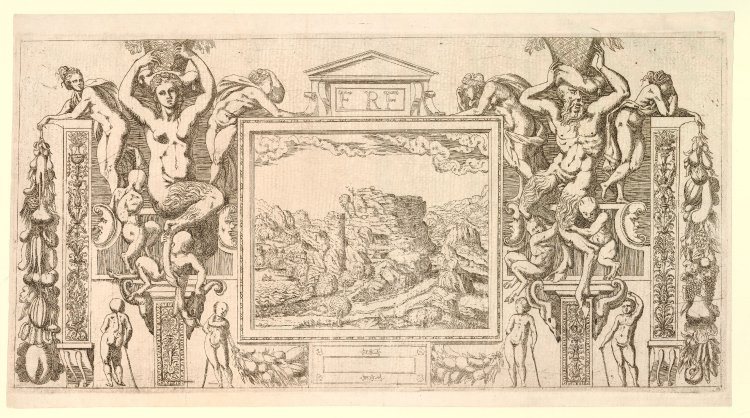
Lept, Antonio Fantuzzi, kopie díla se štukem a malbou, zámek Fontainebleau chateau

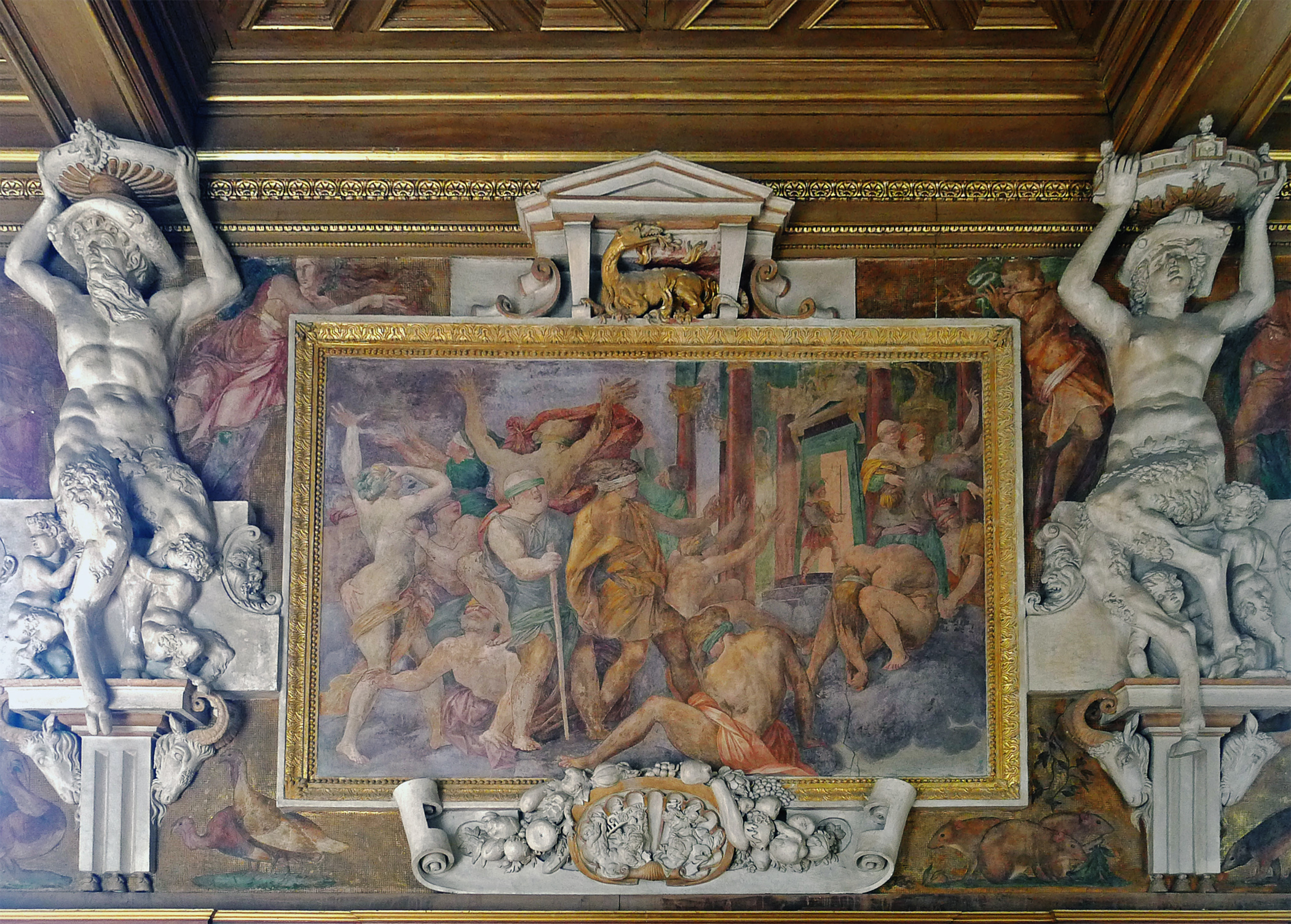
Osvícení Františka I., Rosso Fiorentino, přípravný výkres výše

## Výtvarná dílna
Ačkoli neexistuje jistý důkaz, většina učenců se shodla na tom, že v paláci Fontainebleau byla výtvarná dílna, která reprodukovala návrhy umělců a jejich práce v paláci, stejně jako jiné kompozice, které vytvořili. Nejproduktivnější tvůrci byli Léon Davent, Anthony Fantuzzi a Jean Mignon, následovaný "tajemným" umělcem známým z jeho monogramu jako Mistr IsemV. Je pravděpodobné, že dílna byla aktivní nejpozději v letech 1542 až 1548. V březnu roku 1547 král František I. zemřel, financování paláce skončilo a škola se rozptýlila. Cílem dílny bylo šířit nový styl který se vyvíjel v paláci, a to jak do Francie, tak mezi umělce pracující v Itálii. Zda iniciativa přicházela od krále či jiného patrona, nebo od samotných umělců, není jasné. David Landau věří, že Primaticcio byl hnací silou; v roce 1540 se stal ředitelem prací ve Fontainebleau po sebevraždě Rossiho Fiorentina.

### Významní umělci první školy
- Niccolò dell'Abbate (kolem 1509–1571), Ital
- Damiano del Barbiere, štukatér a sochař, Ital
- Francesco Scibec da Carpi (zemřel kolem 1557), nábytkář, Ital
- Léon Davent, lepty, Francouz
- Antonio Fantuzzi, malíř a tvůrce leptů, Ital
- Rosso Fiorentino (Giovanni Battista di Jacopo de' Rossi) (1494–1540), Ital
- Juste de Juste (kolem 1505–1559), sochař a tvůrce leptů, francouzsko-italský umělec
- Luca Penni (kolem 1500/1504–1556), Ital
- Francesco Primaticcio (kolem 1505–1570), Ital
- Léonard Thiry, vlámský malíř a tvůrce leptů

## Druhé období Fontainebleau školy (od roku 1594)
Od roku 1584 do roku 1594 byl během francouzských náboženských válek zámek Fontainebleau opuštěn. Po svém nástupu na trůn, Jindřich IV. Francouzský provedl renovaci budov Fontainebleau pomocí skupiny umělců: vlámský Ambroise Dubois z Antverp a Toussaint Dubreuil a Martin Fréminet z Paříže. Tito umělci jsou někdy označováni jako druhá škola Fontainebleau. Jejich pozdní manýristické práce, z nichž mnohé byly ztraceny, pokračují v používání protáhlých a zvlněných forem a přeplněných kompozic. Mnoho z jejich kompozic zobrazuje mytologické scény podle Itala Torquata Tassa a řeckého antického spisovatele Heliodora z Emesu. Jejich styl i nadále ovlivňoval takové umělce v prvních desetiletích 17. století, jako byli Peter Paul Rubens a Caravaggio. Nizozemský a vlámský naturalismus tento styl brzy překonal.

### Významní umělci druhého období
- Ambroise Dubois (kolem 1542–1614), vlámský umělec
- Toussaint Dubreuil (kolem 1561–1602)
- Martin Fréminet (1567–1619)